# Marc Kühni
Marc Kühni (1º marzo 1976) è un ex sciatore alpino svizzero.

## Biografia
Gigantista puro originario di Wichtrach, Kühni debuttò in campo internazionale in occasione dei Mondiali juniores di Lake Placid 1994 ed esordì in Coppa del Mondo il 4 febbraio 1995 ad Adelboden, senza completare la prova; nella successiva rassegna iridata giovanile di Voss 1995 vinse la medaglia d'argento. In Coppa del Mondo ottenne il miglior piazzamento il 6 gennaio 1996 a Flachau (26º) e prese per l'ultima volta il via il 22 dicembre dello stesso anno in Alta Badia, senza completare la prova; si ritirò durante la stagione 1999-2000 e la sua ultima gara fu uno slalom speciale FIS disputato il 5 febbraio a Eldora. Non prese parte a rassegne olimpiche o iridate.

## Palmarès

### Mondiali juniores
- 1 medaglia:
  - 1 argento (slalom gigante a Voss 1995)

### Coppa del Mondo
- Miglior piazzamento in classifica generale: 143º nel 1996